# Școala primară din Cernoleuca
Școala primară este o clădire amplasată în Cernoleuca, raionul Dondușeni, Republica Moldova. Este un monument arhitectural de importanță națională inclus în Registrul monumentelor Republicii Moldova ocrotite de stat cu nr. 380 (raionul Dondușeni). Datează din 1889.